# Rinaldo Entingh
Rinaldo Stanley Entingh (Paramaribo; 9 de junio de 1955-22 de abril de 2020) fue un futbolista surinamés.
Cuando estaba cargando madera en un camión el 20 de abril de 2020, lo atropelló un automóvil que pasaba. Murió a causa de las heridas dos días después.

## Trayectoria
Comenzó su carrera con S.V. Robinhood donde progresó a través de los rangos juveniles. A lo largo de los años setenta, formó el ataque del primer equipo junto a Errol Emanuelson y Roy George en lo que sería una de las épocas más exitosas del club.
Ayudó a Robinhood a tener las 5 apariciones en las finales de la Copa de Campeones de Concacaf en 1972, 1976, 1977, 1982, 1983. Ganó el Hoofdklasse nueve veces, en 1975, 1976, 1979, 1980, 1981, 1983, 1984, 1985, 1986, y también ganó el premio al Futbolista Surinamés del Año en 1974 y en 1983.

## Selección nacional
Jugó para la seleccionado de Surinam casi toda su carrera como jugador. Hizo su debut con el primer equipo en 1972 en un empate 1-1 contra Trinidad y Tobago para la campaña de clasificación para la Copa Mundial de la FIFA 1974 del país.
Marcó su primer gol contra las Antillas Neerlandesas en Willemstad, Curazao, anotando el primer gol en un empate 1-1.
En 1978, ayudó a Surinam a ganar el Campeonato CFU. También ayudó a su país a terminar sexto en la ronda final de la clasificación para la Copa Mundial de 1978 en México.
Jugó para el equipo olímpico en su clasificación para los Juegos Olímpicos de verano de 1980. También jugó en las eliminatorias de la Copa del Mundo de 1982 y 1986.

## Palmarés

### Títulos nacionales
| Título      | Equipo    | País    | Año  |
| ----------- | --------- | ------- | ---- |
| Hoofdklasse | Robinhood | Surinam | 1975 |
| Hoofdklasse | Robinhood | Surinam | 1976 |
| Hoofdklasse | Robinhood | Surinam | 1979 |
| Hoofdklasse | Robinhood | Surinam | 1980 |
| Hoofdklasse | Robinhood | Surinam | 1981 |
| Hoofdklasse | Robinhood | Surinam | 1983 |
| Hoofdklasse | Robinhood | Surinam | 1984 |
| Hoofdklasse | Robinhood | Surinam | 1985 |
| Hoofdklasse | Robinhood | Surinam | 1986 |

### Títulos internacionales
| Título                     | Equipo  | Sede              | Año  |
| -------------------------- | ------- | ----------------- | ---- |
| Copa de Naciones de la CFU | Surinam | Trinidad y Tobago | 1978 |

### Distinciones individuales
| Distinción                   | Año  |
| ---------------------------- | ---- |
| Futbolista surinamés del año | 1974 |
| Futbolista surinamés del año | 1983 |